# Balehalla, Sakleshpur
Balehalla là một làng thuộc tehsil Sakleshpur, huyện Hassan, bang Karnataka, Ấn Độ.